# Baltic Ace
Baltic Ace — судно-автовоз типа ро-ро для перевозки автомобилей в собственности компании Baltic Highway Limited. Построено на судостроительной верфи в Гдыне (Польша) 11 июля 2007 года. Эксплуатировалось компанией Stamco Ship Management Company Ltd. до 2012 года под багамским флагом, порт приписки Нассау. 5 декабря 2012 года затонуло в Северном море у берегов Нидерландов при столкновении с кипрским контейнеровозом Corvus J при перевозке автомобилей из Зебрюгге в Котка. Судами-близнецами являются: Elbe Highway, Thames Highway, Danube Highway, Seine Highway и Nordic Ace.

## История судна
Контракт на строительство автовоза для перевозки 2132 автомобилей на восьми закрытых палубах с рампой в корме был подписан 23 декабря 2005 года. Киль судна под строительным номером 8245/5 был заложен 26 февраля 2007 года на судостроительном предприятии в польском городе Гдыня. Спуск на воду состоялся 3 июня 2007 года и 11 июля 2007 судно было принято в эксплуатацию.

### Гибель судна
5 декабря 2012 года около 19:15 часов по местному времени следовавшее из Зебрюгге в Котка с грузом из 1417 автомобилей (главным образом марки Mitsubishi с японских и тайских заводов) судно Baltic Ace столкнулось с кипрским контейнеровозом Corvus J в 65 морских милях от провинции Зеландия. Получив пробоину судно быстро затонуло. Контейнеровоз Corvus J остался на плаву и принял на борт спасшихся с ушедшего на дно судна. В спасательной операции участвовали вертолёты, катера береговой охраны и два сторожевых корабля Королевских военно-морских сил Нидерландов. Спасено 13 членов экипажа, найдено пять тел и шестеро пропали без вести.

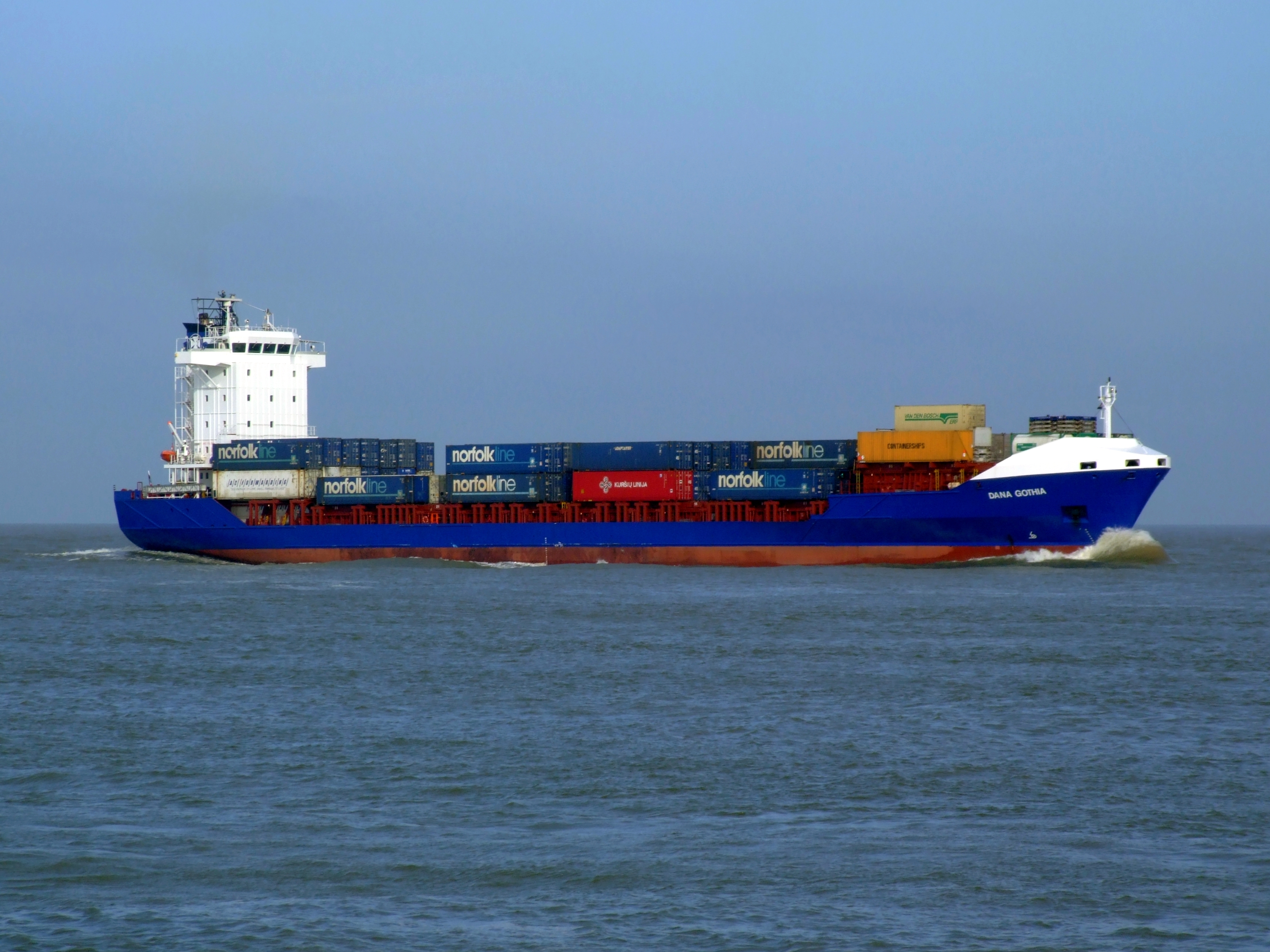
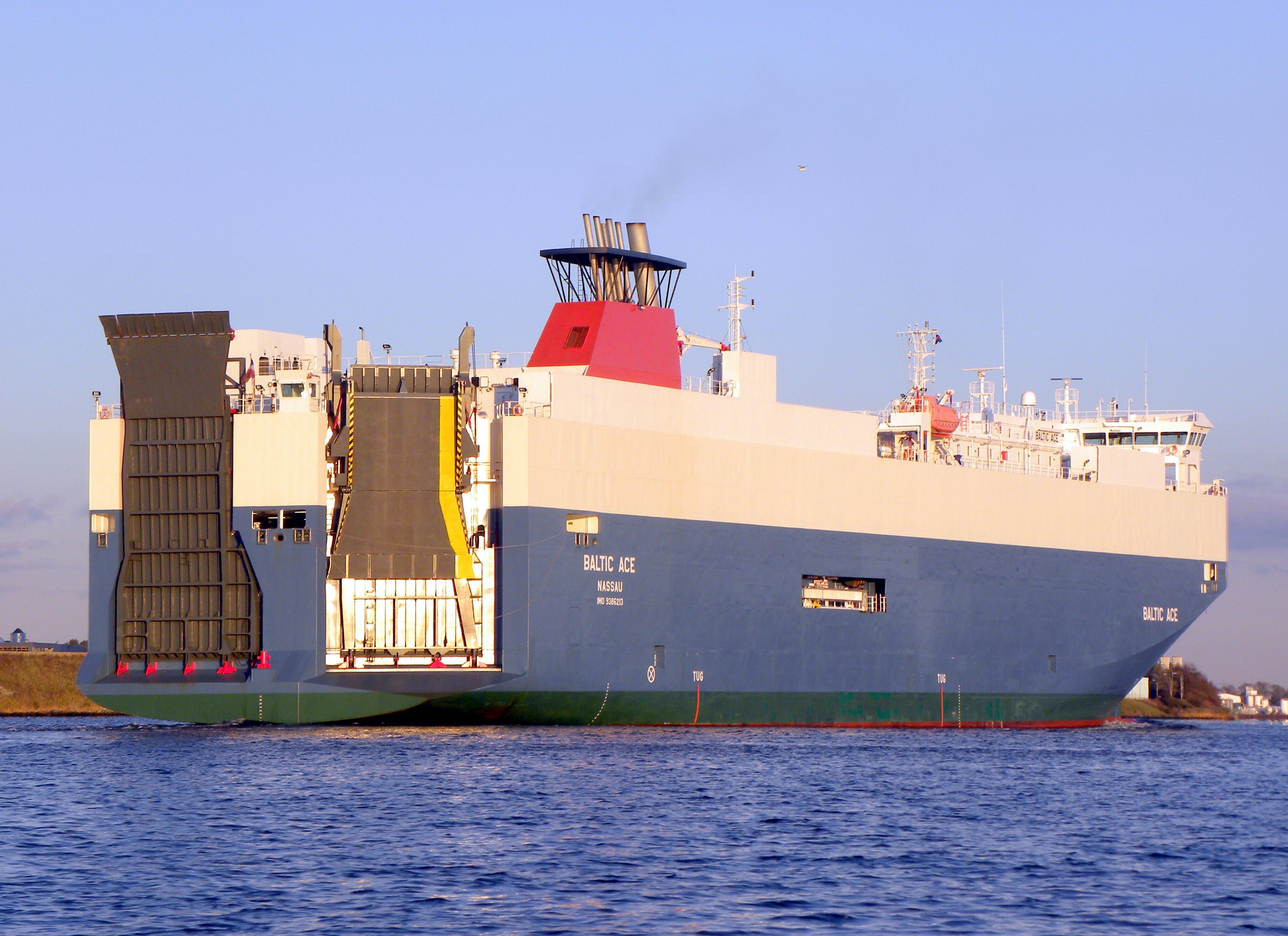